# Harald Brising
Gustaf Victor Harald Brising, ursprungligen Johansson, född 1 oktober 1881 i Stockholm, död där 21 december 1918, var en svensk konsthistoriker.
Harald Brisings far var grosshandlare. Brising blev först student vid Uppsala universitet, där han tillhörde det litterära studentkotteriet Les quatre diables. Han blev filosofie kandidat 1904 och därefter student vid Lunds universitet 1908, där han blev filosofie licentiat samma år och disputerade för filosofie doktorsgrad 1909. 
Billing blev 1907 amanuens vid Nationalmuseum i Stockholm. Han blev docent i konsthistoria i Lund 1915 och 1918 även vid Uppsala universitet. Han skrev bland annat arbeten som Quinten Matsys (1909), Klassiska bilder (1910) och Sergels konst (1914). Brising var särskilt intresserad av klassisk och nyantik konst, vilket resulterade i en postumt utgiven bok: Antik och nyantik (1921).
1911 en utgav han en bok om Nationalmuseums antika samlingar, Nationalmuseets antika verk, och åren 1908–1909 konsttidskriften Arktos.
Han var från 1911 gift med Louise Welhaven, senare omgift med John Landquist, och fick med henne dottern Ann-Mari Lindberger och sonen Lars Brising.